# Charms
Charms è stato un marchio di caramelle prodotte dall'azienda italiana Alemagna dagli anni sessanta.

## Storia
Le origini del marchio Charms risalgono al 1912 negli USA, allorché a Bloomfield, New Jersey, Walter Reid Jr. lanciò sul mercato delle caramelle un prodotto chiamato Tropical Charms, e quindi fondò la compagnia dolciaria Charms Candy Company, ceduta nel 1988 ad un'altra società americana operante nel settore, la Tootsie Roll. Negli anni cinquanta l'Alemagna, azienda all'epoca ancora di proprietà della omonima famiglia, ottenne la licenza di produzione e commercializzazione sul mercato italiano del marchio. Nel 1970 Alemagna fu rilevata dalla SME, società capogruppo del comparto agroalimentare dell’IRI; dopo essere stata inglobata insieme alla Motta nelle società Unidal nel 1975, Sidalm nel 1977, Alivar nel 1986, ed infine Gruppo Dolciario Italiano nel 1990. In previsione di una totale privatizzazione dell'intero settore alimentare delle partecipazioni statali, nel 1992 avvenne la cessione da parte di SME del ramo delle caramelle alla società americana Parke Davis. Il marchio, insieme a quello Sanagola, cambiò successivamente proprietà varie volte, passando alla svizzera Warner Lambert, poi all'inglese Cadbury Schweppes, quindi all'olandese Leaf, che poi decise di cederla a sua volta alla italiana Fida negli anni 2000..